# Sadahiro Takahashi
Sadahiro Takahashi (jap. 高橋 貞洋, Takahashi Sadahiro; * 7. Oktober 1959 in Saitama) ist ein ehemaliger japanischer Fußballspieler.

## Karriere

### Verein
Takahashi spielte in der Jugend für die Kokushikan-Universität. Er begann seine Karriere bei Fujita Industries, wo er von 1982 bis 1988 spielte. 1988 beendete er seine Spielerkarriere.

### Nationalmannschaft
Mit der japanischen Nationalmannschaft qualifizierte er sich für die Junioren-Fußballweltmeisterschaft 1979.